# Java的泛型
Java的泛型是在Java 编程语言中符合泛型编程范式的特性工具，于 2004 年在J2SE 5.0 版本中被加入。泛型特性旨在扩展 Java 的类型系统，以允许“一种类型或方法对各种类型的对象进行操作的同时保障编译时类型安全”。然而这一点并未完全实现，在 2016 年泛型特性被证明并不能在所有情况下保证编译时类型安全。 
Java 集合框架支持泛型来指定存储在集合实例中的对象的类型。
1998 年， 吉拉德·布拉查(Gilad Bracha) 、 马丁·奥德斯基(Martin Odersky)、大卫·斯塔德迈尔(David Stoutamire) 和菲利普·瓦德勒创建了 Generic Java，它是支持泛型类型的一个 Java 语言扩展。 Generic Java 通过添加通配符被包含到 Java语言中。